# Védjegybitorlás
A védjegybitorlás egy jogsértő cselekmény, lényegében más védjegyének jogosulatlan használata. A védjegyoltalomból eredő jogok megsértéséhez polgári jogi, büntetőjogi, valamint vámjogi jogkövetkezmények fűződnek. A hatályos magyar jogi szabályozás a védjegyek és földrajzi árujelzők oltalmáról szóló 1997. évi XI. törvény (a továbbiakban: Vt.) azonos című V. fejezetén alapul. Eltér ettől a jellegbitorlás, amely bizonyos tisztességtelen piaci magatartásokkal függ össze.

## A magyar szabályozás
Első hazai védjegytörvényünk, az 1890. évi II. törvénycikk III. fejezete szerint a védjegybitorlás vétségnek minősült.
A hatályos magyar jogi szabályozás a védjegytörvény azonos című V. fejezetén alapul.

## Történeti visszatekintés: az 1969. évi IX. törvényben
A védjegyről szóló (már nem hatályos) 1969. évi IX. törvény a védjegybitorlásról az alábbiakban rendelkezett:
Védjegybitorlást követ el, aki a védjegy árujegyzékében szereplő vagy ahhoz hasonló áruval kapcsolatban jogosulatlanul használja más védjegyét vagy ahhoz összetéveszthetőségig hasonló más megjelölést.
A védjegyjogosult a bitorlóval szemben az eset körülményeihez képest a következő polgárijogi igényeket támaszthatta:
- a) követelhette a védjegybitorlás megtörténtének bírósági megállapítását;
- b) követelhette a védjegybitorlás abbahagyását és a bitorló eltiltását a további jogsértéstől;
- c) követelhette, hogy a bitorló nyilatkozattal vagy más megfelelő módon adjon elégtételt és szükség esetén a bitorló részéről vagy költségén az elégtételnek megfelelő nyilvánosságot biztosítsanak;
- d) követelhette a védjegybitorlással elért gazdagodás visszatérítését;
- e) követelhette, hogy a bíróság rendelje el a védjegybitorlásra használt eszközök és a védjeggyel ellátott termékek lefoglalását.[4]

A bíróság az eset körülményeihez képest elrendelhette, hogy a lefoglalt eszközöket és termékeket jogsértő mivoltuktól fosszák meg, vagy azokat a bírósági végrehajtás szabályai szerint értékesítsék, ez utóbbi esetben a befolyó összeg felől ítéletében határozott.
Ha a védjegybitorlás vagyoni kárt is okozott, a Polgári Törvénykönyv szabályai szerint kártérítés járt. A kár megállapítása során figyelembe kell venni a védjegybitorlásnak a vállalat egész gazdasági tevékenységére gyakorolt káros hatását.
A védjegynek a védjegylajstromba bejegyzett használója a védjegybitorlás ellen  saját nevében akkor léphetett fel, ha a védjegyjogosultat előzetesen felhívta, hogy a jogsértés abbahagyására szükséges intézkedéseket tegye meg és felhívása harminc napon belül nem vezetett eredményre.

## A hatályos szabályozás
Védjegybitorlást követ el, aki a védjegytörvény 12. §-ában foglalt rendelkezések megsértésével a védjegyet jogosulatlanul használja. A védjegybitorlással szemben polgári bíróság előtt lehet fellépni a Vt. XII. fejezetében szabályozott védjegyperek egyikével, a védjegybitorlás miatt indított perrel.

### A jogosulatlan használat módjai
A védjegyoltalom alapján a védjegyjogosultnak kizárólagos joga van a védjegy használatára. (Kizárólagos használati jog).
A kizárólagos használati jog alapján a védjegyjogosult bárkivel szemben felléphet, aki engedélye nélkül gazdasági tevékenység körében használ
- a) a védjeggyel azonos megjelölést olyan árukkal, illetve szolgáltatásokkal kapcsolatban, amelyek azonosak a védjegy árujegyzékében szereplőkkel;
- b) olyan megjelölést, amelyet a fogyasztók a védjeggyel összetéveszthetnek a megjelölés és a védjegy azonossága vagy hasonlósága, valamint az érintett áruk, illetve szolgáltatások azonossága vagy hasonlósága miatt; vagy
- c) a védjeggyel azonos vagy ahhoz hasonló megjelölést a védjegy árujegyzékében szereplőkkel nem azonos vagy azokhoz nem hasonló árukkal, illetve szolgáltatásokkal kapcsolatban, feltéve, hogy a védjegy belföldön jóhírnevet élvez, és a megjelölés alapos ok nélkül történő használata sértené vagy tisztességtelenül kihasználná a védjegy megkülönböztető képességét vagy jóhírnevét.[12]

A Vt. példálózó jelleggel ("különösen") felsorol néhány jogosulatlan védjegyhasználati magatartást:
- a) a megjelölés elhelyezése az árun vagy csomagolásán;
- b) a megjelölést hordozó áru forgalomba hozatala, eladásra való felkínálása, valamint forgalomba hozatal céljából történő raktáron tartása;
- c) szolgáltatás nyújtása vagy annak felajánlása a megjelölés alatt;
- d) a megjelölést hordozó áruknak az országba történő behozatala vagy onnét történő kivitele;
- e) a megjelölés használata az üzleti levelezésben vagy a reklámozásban.[13]

### A polgári jogi igények
A védjegyjogosult a bitorlóval szemben - az eset körülményeihez képest - a következő polgári jogi igényeket támaszthatja:
- a) követelheti a védjegybitorlás megtörténtének bírósági megállapítását;
- b) követelheti a védjegybitorlás vagy az azzal közvetlenül fenyegető cselekmények abbahagyását és a bitorló eltiltását a további jogsértéstől;
- c) követelheti, hogy a bitorló szolgáltasson adatot a bitorlással érintett áruk, illetve szolgáltatások előállításában, forgalmazásában, illetve teljesítésében résztvevőkről, valamint az ilyen áruk terjesztésére kialakított üzleti kapcsolatokról;
- d) követelheti, hogy a bitorló nyilatkozattal vagy más megfelelő módon adjon elégtételt, és hogy szükség esetén a bitorló részéről vagy költségén az elégtételnek megfelelő nyilvánosságot biztosítsanak;
- e) követelheti a védjegybitorlással elért gazdagodás visszatérítését;
- f) követelheti a kizárólag vagy elsősorban a védjegybitorlásra használt eszközök és anyagok, valamint a védjegybitorlással érintett áruk, illetve csomagolóanyagok lefoglalását, meghatározott személynek történő átadását, kereskedelmi forgalomból való visszahívását, onnan való végleges kivonását, illetve megsemmisítését.[14]

Védjegybitorlás esetén a védjegyjogosult a polgári jogi felelősség szabályai szerint kártérítést is követelhet.
A védjegyjogosult a (2) bekezdés b) pontjában meghatározott igényt azzal a személlyel szemben is támaszthatja, akinek szolgáltatásait a bitorlás elkövetéséhez igénybe vették.
A védjegyjogosult a (2) bekezdés c) pontjában meghatározott igényt azzal a személlyel szemben is támaszthatja, aki
- a) kereskedelmi mértékben birtokolta a bitorlással érintett árukat;
- b) kereskedelmi mértékben vette igénybe a bitorlással érintett szolgáltatásokat;
- c) kereskedelmi mértékben nyújtott szolgáltatást a bitorlás elkövetéséhez;
- d) az a)-c) pontokban meghatározott személyek állítása szerint közreműködött a bitorlással érintett áruk előállításában és terjesztésében, illetve a bitorlással érintett szolgáltatások nyújtásában.[17]

Az említett a)-c) pontjok alkalmazásában a cselekmények kereskedelmi mértékűek, ha az érintett áruk, illetve szolgáltatások jellegéből és mennyiségéből nyilvánvaló, hogy e cselekmények - közvetlenül vagy közvetetten - kereskedelmi vagy más gazdasági előny szerzését szolgálják. Az ellenkező bizonyításáig nem minősülnek kereskedelmi mértékűnek a fogyasztó által jóhiszeműen végzett cselekmények.
A (2) bekezdés c) pontja és az (5) bekezdés alapján a bitorló, illetve az (5) bekezdésben meghatározott személy különösen a következő adatok szolgáltatására kötelezhető:
- a) a bitorlással érintett áruk, illetve szolgáltatások előállításában, forgalmazásában, illetve teljesítésében résztvevők, a bitorlással érintett árukat birtoklók, valamint a forgalmazásba bevonni kívánt vagy bevont nagy- és kiskereskedők neve és címe;
- b) a bitorlással érintett áruk, illetve szolgáltatások előállított, forgalmazott, illetve igénybe vett, valamint megrendelt mennyisége, továbbá az azokért adott, illetve kapott ellenérték.[19]

A bíróság a védjegyjogosult kérelmére elrendelheti, hogy a lefoglalt, kereskedelmi forgalomból visszahívott, illetve onnan véglegesen kivont eszközöket, anyagokat, árukat és csomagolóanyagokat - elsősorban a védjegy eltávolításával - fosszák meg jogsértő mivoltuktól, vagy - ha az nem lehetséges - semmisítsék meg. A bíróság indokolt esetben a megsemmisítés helyett elrendelheti a lefoglalt eszközöknek és anyagoknak a bírósági végrehajtás szabályai szerint történő értékesítését is; ebben az esetben a befolyó összeg felől ítéletben határoz.
A védjegybitorlásra használt eszközök és anyagok, valamint a védjegybitorlással érintett áruk és csomagolóanyagok lefoglalásának helye van akkor is, ha azok nincsenek a bitorló tulajdonában, de a tulajdonos a védjegybitorlásról tudott, vagy az adott helyzetben általában elvárható gondosság mellett tudnia kellett volna.
A bíróság a (2) bekezdés f) pontjában és a (8) bekezdésben meghatározott intézkedéseket a bitorló költségére rendeli el, kivéve, ha az eset körülményei az ettől való eltérést indokolják. A kereskedelmi forgalomból való visszahívás, az onnan való végleges kivonás, illetve a megsemmisítés elrendelése tárgyában a bíróság a harmadik személyek érdekeinek figyelembevételével, valamint úgy dönt, hogy az elrendelt intézkedés a bitorlás súlyosságával arányban álljon.
A bíróság a védjegyjogosult kérelmére elrendelheti a határozatnak a bitorló költségére történő nyilvánosságra hozatalát. A nyilvánosságra hozatal módjáról a bíróság dönt. Nyilvánosságra hozatalon kell érteni különösen az országos napilapban, illetve az internet útján történő közzétételt.

### Vonatkozó magyar bírósági gyakorlat
- EBH2005. 1315. III. Ha a bíróság a jellegbitorlást megállapítja, az elégtétel adása körében annak helyét, mértékét, módját és a nyilvánosságra hozatal maximális költségét az ítéletben meg kell határoznia (1952. évi III. törvény 152. §; 1997. évi XI. törvény 27. §; 1996. évi LVII. törvény 86. §).
- BH2007. 260. Ha a védjegybitorlás miatt indult perben megállapítható, hogy a vitatott megjelölésre az alperes a megjelölés használatát megelőzően védjegy lajstromozása iránt eljárást kezdeményezett és az még jogerősen nem fejeződött be, a per tárgyalását fel kell függeszteni. Az adatszolgáltatás iránt előterjesztett keresetben határozottan meg kell jelölni, hogy milyen adatok szolgáltatására kéri kötelezni a jogosult a kötelezettet. Ha a bíróság a jellegbitorlást megállapítja, az elégtétel adása körében annak helyét, mértékét, módját és a nyilvánosságra hozatal maximális költségét az ítéletben meg kell határoznia (1952. évi III. törvény 152. §; 1997. évi XI. törvény 27. §; 1996. évi LVII. törvény 86. §).
- BH2005. 145. A védjegyjogosultnak a védjegy kizárólagos használatára való joga a gazdasági tevékenység minden területén, így az internetes használat vonatkozásában is érvényesül, ezért a védjeggyel azonos, vagy azzal összetéveszthető megjelölést domain névként a védjegy jogosultja használhat (1997. évi XI. tv. 12. § és 27. §).
- BH2004. 368. Ha a per tárgya annak megállapítása, hogy egy adott védjegyet a felperes jogelődje megszerzett, az illetékesség megállapítására az általános illetékességi szabályok az irányadók [1997. évi XI. törvény 27. §, 95. §, 1952. évi III. törvény 30. §].
- BH2001. 368. A védjegyjogosult a védjegybitorlásból eredő követeléseit engedményezheti, az engedményes pedig jogosult a védjegybitorlás miatt saját nevében fellépni [1997. évi XI. törvény 12. §, 16. §, 19. § (1) bekezdés, 22. §, 27. § (2) bekezdés, 29. § (1)-(2) bekezdés, 95. § (2)-(3) bekezdés, 1959. évi IV. törvény 207. § (1) bekezdés, 328. § (1), (2), (4) bekezdés, 1952. évi III. törvény 156. § (1) bekezdés].
- BH2000. 394. Tisztességtelen piaci magatartásra és védjegybitorlásra alapított ideiglenes intézkedés meghozatalának feltételei [1996. évi LVII. törvény 5. §, 6. §, 86. § (2) bekezdés d) pont, 1997. évi XI. törvény 27. § (2) bekezdés f) pont, 95. § (2)-(3) bekezdés, 1952. évi III. törvény 156. §].
- BH2000. 346. Védjegybitorlási perben az ideiglenes intézkedés meghozatalának feltételei [1997. évi XI. törvény 5. § (2) bekezdés, 12. § (2) bekezdés, 27. §, 95. § (1)-(3) bekezdés, 1959. évi IV. törvény 77. §, 1952. évi III. törvény 156. § (1) bekezdés, 1986. évi II. törvény].
- BH1998. 375. A védjegy jogosulatlan használatának minősül a termék jogsértő előállításán túlmenően az ilyen termékek forgalmazása is [1969. évi IX. tv. (Vt.) 13. § (1) bek., (2) bek. c) pont, 1997. évi XI. tv. 117. § (3) bek.].
- BH2001. 368. A védjegyjogosult a védjegybitorlásból eredő követeléseit engedményezheti, az engedményes pedig jogosult a védjegybitorlás miatt saját nevében fellépni [1997. évi XI. törvény 12. §, 16. §, 19. § (1) bekezdés, 22. §, 27. § (2) bekezdés, 29. § (1)-(2) bekezdés, 95. § (2)-(3) bekezdés, 1959. évi IV. törvény 207. § (1) bekezdés, 328. § (1), (2), (4) bekezdés, 1952. évi III. törvény 156. § (1) bekezdés].

### A védjegybitorlás vámjogi következményei
- Vt. 28. § Bitorlás esetén a védjegyjogosult - külön jogszabály rendelkezései szerint - követelheti a vámhatóság intézkedését a bitorlással érintett vámáruk forgalomba kerülésének megakadályozására.[24]

### A bejelentő és a védjegyet licenciaszerződés alapján használó jogai védjegybitorlás esetén
Védjegybitorlás miatt a bejelentő is felléphet, az eljárást azonban fel kell függeszteni mindaddig, amíg a védjegy lajstromozásáról jogerősen nem döntöttek. A védjegylajstromba bejegyzett használó saját nevében felléphet a védjegybitorlással szemben, ha a védjegyjogosultat előzetesen felhívta, hogy a jogsértés abbahagyása iránt tegye meg a szükséges intézkedéseket, és a védjegyjogosult a felhívástól számított 30 napon belül nem intézkedett.

### A védjegybitorlás büntetőjogi következményei
A Büntető Törvénykönyv 329/D. §-nak értelmében két évig terjedő szabadságvesztéssel, közérdekű munkával, vagy pénzbüntetéssel büntetendő az, aki a védjegy jogosulatlan utánzásával vagy átvételével megsérti a védjegyjogosult oltalomból eredő jogait és ezzel vagyoni hátrányt okoz.
Minősített esetben a büntetés bűntett miatt akár három évig terjedő szabadságvesztés is lehet.

## Az európai uniós védjegyjogban
Az Európai Unió védjegyrendelete is szankciókkal fenyegeti a védjegybitorlást.